# Ratpenat nassut de l'illa Tsushima
El ratpenat nassut de l'illa Tsushima (Murina tenebrosa) és una espècie de ratpenat que es troba al Japó.